# بوستان شریعتی
بوستان شریعتی یا پارک شریعتی، بوستان در  شهر تهران است که از شرق به خیابان شریعتی، از غرب به خیابان آذرشهر، از شمال به بزرگراه همت و از جنوب به خیابان شریعتی محدود می‌شود که بالاتر از پل سیدخندان و پایین‌تر از سه‌راه ضرابخانه است. این بوستان پیش از انقلاب ایران پارک کورش  نامیده می‌شد و پس از انقلاب ایران به نام پارک شریعتی نام‌گذاری شد. این بوستان در منطقه 3 شهر تهران قرار دارد 